# Spatulosminthurus
Spatulosminthurus är ett släkte av urinsekter. Spatulosminthurus ingår i familjen Sminthuridae.
Släktet innehåller bara arten Spatulosminthurus flaviceps.